# أليستر سيم
أليستر جورج بيل سيم (بالإنجليزية: Alastair Sim) (9 أكتوبر 1900 - 19 أغسطس 1976) ممثل اسكتلندي بدأ مسيرته المسرحية في سن الثلاثين، لكنه سرعان ما أصبح مؤدًا لشعب ويست إند، وظل كذلك حتى وفاته عام 1976. كما ظهر في أكثر من خمسين فيلما بريطانيا، ابتداء من عام 1935.
في أواخر الأربعينيات من القرن الماضي، وبالنسبة لمعظم الخمسينيات، كان سيم نجمًا بارزًا في السينما البريطانية، حيث ظهر في أكثر من خمسين فيلما. وكان من بينهم  الأخضر للمخاطر  (1946)،   هوى وصرخة  (1947)،  أيام أسعد من حياتك  (1950)،  سكروج  (1951)،  حسناوات سانت ترينيان  (1954)، و  نداءات المفتش  (1954). في وقت لاحق، قام بتصوير عدد أقل من الأفلام وركز بشكل عام على الأعمال المسرحية، بما في ذلك الإنتاجات الناجحة في  مهرجان شيشستر ومظاهر منتظمة في الأعمال الجديدة والقديمة في ويست إند.

## الروابط الخارجية
- أليستر سيم على موقع IMDb (الإنجليزية)
- أليستر سيم على موقع الموسوعة البريطانية (الإنجليزية)
- أليستر سيم على موقع تيرنر كلاسيك موفيز (الإنجليزية)
- أليستر سيم على موقع أول موفي (الإنجليزية)
- أليستر سيم على موقع قاعدة بيانات برودواي على الإنترنت (الإنجليزية)
- أليستر سيم على موقع قاعدة بيانات الأفلام السويدية (السويدية)
- أليستر سيم على موقع إن إن دي بي (الإنجليزية)
- أليستر سيم على موقع ديسكوغز (الإنجليزية)
- أليستر سيم على موقع قاعدة بيانات الفيلم (الإنجليزية)

- Alastair Sim في موقع شاشة الإنترنت [الإنجليزية]‏ التابع لمعهد الفيلم البريطاني
- Funny Peculiar – Sight & Sound profile of Alastair Sim by Michael Brooke